# Italiaanse invasie van Frankrijk
De Italiaanse invasie van Frankrijk in juni 1940 was een kleinschalige operatie die plaatsvond aan het einde van de Slag om Frankrijk. Het doel van het Italiaanse offensief was om de Alpen bij de Frans-Italiaanse grens en de grensgebieden bij Nice te veroveren, maar ook om koloniën in Noord-Afrika te winnen. De aanval haalde de geplande doelstellingen niet en de Italiaanse troepen maakten nauwelijks enige vooruitgang.

## Achtergrond
Op 10 juni 1940 verklaarde Italië aan Frankrijk en Groot-Brittannië de oorlog. De Franse regering vluchtte op dat moment naar Bordeaux en Parijs was tot open stad verklaard. Volgens de Italiaanse dictator Benito Mussolini zou de oorlog snel eindigen en hij zei tegen Pietro Badoglio, de stafchef van het Italiaanse leger (Regio Esercito): ‘Al wat ik nodig heb zijn een paar duizend doden zodat ik aan de onderhandelingstafel kan zitten als een man die gevochten heeft’. Mussolini wilde het Italiaanse koloniale rijk in Noord- en Oost-Afrika uitbreiden ten koste van de Britten en de Fransen.
Italië was echter niet voorbereid op een oorlog en de Italiaanse troepenmacht kon dan ook weinig uitrichten tijdens de laatste dagen van de Slag om Frankrijk. Mussolini was zich terdege bewust van de slechte staat van het Italiaanse leger maar toch wilde hij profiteren van de Duitse successen elders. De reactie van de Amerikaanse president Franklin Roosevelt op de Italiaanse oorlogsverklaring was: ‘Vandaag, op 10 juni 1940, stak de hand die de dolk vasthield hem in de rug van zijn buurman’.

## De invasie
Een groot deel van de maand juni verspilden de Italianen met voorbereidingen treffen voor een invasie. Maar zelfs nadat ze hiervoor extra tijd hadden benut waren de Italianen niet in hun beste staat. Het Italiaanse leger trok 22 divisies, verdeeld over twee legers, samen bij de Franse grens. De Italiaanse luchtmacht (Regia Aeronautica) ondersteunde de grondtroepen en voerde 716 missies uit en liet 276 ton aan bommen vallen. De Italiaanse marine (Regia Marina) daarentegen deed weinig ter ondersteuning. Wel slaagde de Italiaanse onderzeeër Bagnolini erin om op 12 juni de Britse lichte kruiser HMS Calypso in de Middellandse Zee tot zinken te brengen en de dag erna vernietigt de Italiaanse torpedojager Strale de Britse onderzeeër HMS Odin voor de kust van Tarente.
De Franse troepen aan de grens waren niet in vorm om de Italianen tegen te kunnen houden. Het Franse leger (Armée de Terre) was in het noorden van Frankrijk al zo goed als verslagen en een relatief kleine troepenmacht stond aan de grens met Italië. De Franse luchtmacht (Armée de l’Air) werd tijdens de Italiaanse oorlogsverklaring en het daaropvolgende offensief naar Frans Noord-Afrika verplaatst.
De Franse marine (Marine Nationale) was het enige middel waarmee de Fransen actie konden ondernemen tegen de Italianen. In de vroege morgen van 14 juni voerde het Franse 3e Eskader, met als thuisbasis Toulon, een operatie uit in Italiaanse territoriale wateren. Vier zware kruisers en elf torpedobootjagers openden het vuur op olieopslagplaatsen en militaire installaties aan de Ligurische kust en op de havens van Genua en Vado. Er kwamen geen Italiaanse vliegtuigen opdagen en de kustartillerie trof slechts één doel. De Franse torpedojager Albatros werd in de ketel geraakt door een 155 mm granaat en daarbij kwamen twaalf mariniers om het leven.
Op 16 juni dwong de Franse sloep La Curieuse de Italiaanse onderzeeër Provana om bij de Noord-Afrikaanse kuststad Oran boven water te komen en zij zonk haar door haar te rammen. Het Franse schip ondervond ook zware averij aan haar voorsteven. Dit was de eerste Italiaanse onderzeeër die ooit door de Franse vloot tot zinken werd gebracht. Ook werd een Britse onderzeeër, de HMS Grampus, door Italiaanse torpedojagers gekelderd.

### Wapenstilstand
In de nacht van 16 juni en in de morgen van 17 juni bood maarschalk Philippe Pétain een wapenstilstand aan het Duitse opperbevel aan. Op donderdag 20 juni verzocht de Franse regering een wapenstilstand aan de Italianen.

### De Italianen steken de grens over

Slag om Frankrijk. Midden onderin het Italiaanse offensief.

Op 20 juni begon de campagne van de Italianen en op 21 juni staken eenheden van het Italiaanse leger op drie plaatsen de Franse grens over. De Italianen vielen in twee richtingen aan. Eén strijdmacht trachtte via de Alpen op te rukken en de andere probeerde langs de Middellandse Zeekust naar Nice op te rukken. In het begin boekten de Italianen enkele successen. De Franse verdediging aan de grens met Italië was verzwakt doordat het Franse opperbevel troepen had overgeplaatst om tegen de Duitsers te vechten. Een paar Franse bergeenheden waren naar Noorwegen gestuurd. Al spoedig liep het Italiaanse offensief vast op de versterkte Alpenlinie (zo werd het zuidelijke gedeelte van de fortificaties genoemd waar ook de Maginotlinie onderviel) in de Alpen en langs de Middellandse Zeekust. De aanval door de Kleine Sint-Bernhardpas moest worden afgebroken door een enorme sneeuwstorm. De Italiaanse troepen die via de Franse Rivièra oprukten boekten maar acht kilometer terreinwinst en ze werden tegengehouden in de buurt van het kustplaatsje Menton, dat gedeeltelijk door het Italiaanse leger was bezet; aan de Côte d’Azur werd de Italiaanse invasie tegengehouden door een Franse onderofficier en zeven manschappen.
Op 21 juni opende het Franse slagschip Lorraine het vuur op de haven van Bardia in Italiaans-Libië. Franse vliegtuigen vielen ook Tarente en Livorno in Italië zelf aan tijdens de laatste gevechten tussen de Fransen en de Italianen.

### Slachtoffers
Tijdens de invasie waren de Italiaanse verliezen vele malen groter dan de Franse. De Italiaanse verliezen bedroegen 631 gesneuvelden, 2361 gewonden, 2000 gevallen van bevriezing en 616 vermisten. Aan Franse zijde werden 40 man gedood, 84 raakten gewond en 150 waren vermist.

## Nasleep
In de avond van 22 juni 1940 capituleerde Frankrijk aan Duitsland.
Op 25 juni tekenden Frankrijk en Italië een wapenstilstand. Galeazzo Ciano, de minister van Buitenlandse Zaken die de Italiaanse delegatie leidde, zei: ‘Mussolini is nogal vernederd omdat onze troepen geen stap voorwaarts hebben gezet’. Door dit debacle was Mussolini gedwongen om zijn bedoelingen om een Italiaans koloniaal rijk te stichten ten koste van Frankrijk los te laten en Italië gaf zijn aanspraken op de Rhônevallei, Corsica, Tunesië en Djibouti, waar een gedemilitariseerde zone van 50 kilometer werd ingesteld. Met toestemming van Duitsland bezette Italië die avond Corsica en de Alpes-Maritimes, evenals een paar Franse gebieden langs de Frans-Italiaanse grens.

## Slagorde

### Italië
- Legergroep ‘West’
Algemeen bevelvoerend officier: Generaal prins Umberto II van Italië
Stafchef: Generaal Emilio Battisti
  - 1e Leger
Algemeen bevelvoerend officier: Generaal Pietro Pintor
Stafchef: Generaal Fernando Gelich
    - 2e Korps – Generaal Francesco Bettini
Infanteriedivisie Forlì, Infanteriedivisie Acqui, Infanteriedivisie Livorno en Alpendivisie Cuneese
    - 3e Korps – Generaal Mario Arisio
Infanteriedivisie Ravenna, Infanteriedivisie Cuneo en 1e Alpengroep (3 Alpenbataljons en twee bergartilleriebataljons)
    - 15e Korps – Generaal Gastone Gambara
Infanteriedivisie Cosseria, Infanteriedivisie Modena, Infanteriedivisie Cremona en 2e Alpengroep (4 Alpenbataljons, 1 Zwarthemdenbataljon en 2 bergartilleriebataljons)
    - Reserves
Infanteriedivisie Pistoia, Infanteriedivisie Cacciatori delle Alpi, Infanteriedivisie Lupi di Toscana, Alpendivisie Pusteria, 1e Regiment Bersaglieri, 3e Pantserregiment en Cavalerieregiment Monferrat

  - 4e Leger
Algemeen bevelvoerend officier: Generaal Alfredo Guzzoni
Stafchef: Generaal Mario Soldarelli
    - 1e Korps – Generaal Carlo Vecchiarelli
Infanteriedivisie Superga, Infanteriedivisie Cagliari en Infanteriedivisie Pinerolo
    - 4e Korps – Generaal Camillo Mercalli
Infanteriedivisie Assietta en Infanteriedivisie Sforzesca
    - Alpenkorps – Generaal Luigi Negri
Alpendivisie Taurinense, Onafhankelijke Groep Levanna (3 Alpenbataljons en 1 bergartilleriebataljon) en 3e Alpenregiment
    - Reserve
Infanteriedivisie Legnano, Infanteriedivisie Brennero, Alpendivisie Tridentina, 4e Regiment Bersaglieri, 1e Pantserregiment en Cavalerieregiment Nizza

In totaal telde de Italiaanse aanvalsmacht ongeveer 700.000 man, waarvan er ongeveer 300.000 werden ingezet. Hoe dan ook, terwijl de Italianen in aantallen een overweldigende meerderheid hadden op de Fransen, hadden ze verschillende gebreken. De Italiaanse pantserregimenten kwamen van de pantserdivisie Littorio en bevatten elk 150 tot 250 tanks van het type L3/35. Deze voertuigen werden echter vaak geclassificeerd als ‘tankettes’ en waren niet meer dan licht gepantserde voertuigen die slechts met machinegeweren waren bewapend en absoluut niet geschikt waren voor moderne oorlogvoering. De meeste Italiaanse eenheden hadden onvoldoende of verouderde artillerie en het ontbrak hen aan gemotoriseerd transport. Speciaal voor dit front waren de Italianen niet uitgerust voor het koude, harde klimaat dat in de Alpen heerste.

### Frankrijk
- Alpenleger (l’Armée des Alpes) – Generaal René Olry
  - 3 infanteriedivisies van het type B
  - fortificatiesectoren: Dauphiné, Savoie, Alpes-Maritimes
  - verdedigingssectoren: Rhône, Nice

Het totale aantal Franse militairen dat de Alpen verdedigde was 170.000 man. In het gebied waar de Italianen aanvielen waren 35.000 Fransen gelegerd.